# 本篤三世
教宗本篤三世（拉丁語：Benedictus PP. III；？—858年4月7日）於855年9月29日至858年4月7日岀任教宗，858年4月7日卒于羅馬。

## 生平
据记载在他当选之前他以其怜悯和好学而著称。
在本篤被选的时候不同获选人的支持者之间爆发了暴乱。一开始他被皇帝所支持的对立教宗阿纳斯塔修斯推翻和关押，后来阿纳斯塔修斯受到的支持减弱后他被营救并与855年9月29日正式被立为教宗。
本篤三世得以加固教宗在教会内的地位。他主张婚姻是神圣的，与贵族和高级僧侣的习俗败坏斗争。此外他对英国非教会人员罢免主教提出了抗议。在他的执政期间天主教与拜占庭东正教之间的矛盾加深。
有人提出认为在本篤三世与良四世之间有过一个女教宗瓊安，但这个說法被聖座反驳。提这个說法的人认为瓊安的名字是在17世纪才被从教宗消除的。有人甚至认为，由于对本篤三世的记载非常少，实际上历史上并没有这个人，他是被发明来取代女教宗瓊安的。

## 譯名列表
- 本篤三世：天主教香港教區禮儀委員會：禧年專頁 （页面存档备份，存于）、香港天主教教區檔案　歷任教宗、《大英簡明百科知識庫》2005年版[永久]作本篤。
- 本尼狄克三世：《世界人名翻譯大辭典》1993年版作本尼狄克。